# Danièle Thompson
Pour les articles homonymes, voir Tannenbaum et Thompson.
Danièle Houry, connue sous son nom d'épouse Danièle Thompson, est une scénariste, dialoguiste, réalisatrice et écrivaine française, née le 3 janvier 1942 à Monaco.
Elle est la fille du réalisateur Gérard Oury et de l'actrice Jacqueline Roman, et la belle-fille de Michèle Morgan. Elle est la mère de Christopher Thompson et de Caroline Thompson, psychologue.

## Biographie

### Jeunesse et formation
Danièle Claude Renée Marcelle Berthe Tenenbaum naît le 3 janvier 1942 à Monaco, des acteurs Gérard Tenenbaum, dit Gérard Oury et Jacqueline Friedlaender dite Jacqueline Roman, tous deux d’origine juive. Pour échapper aux lois antisémites du gouvernement de Vichy, Danièle est déclarée « née de père inconnu ». Elle prend le nom d'Houry par décret en 1950,.
Elle entame des études de droit qu'elle abandonne après un an, gagnée par l'ennui. En 1960, elle part s'installer avec sa mère à New York, où elle suit des cours d'histoire de l'art et où elle épouse deux ans plus tard Richard Thompson, un financier américain. Le couple s’installe à New York et a deux enfants, tous deux nés à New York : Caroline en 1964 et Christopher en 1966. Une voisine, Ethel Scull, fortunée grâce à une compagnie de taxis héritée de son père, lui présente sa collection d'art, des sculptures de boîtes de lessive ou de conserves d'Andy Warhol, des assemblages d’objets de Robert Rauschenberg, une toile de Jackson Pollock (cette voisine a notamment inspirée une oeuvre à Andy Wharhol, Ethel Scull 36 Times), et lui fait découvrir le pop art. Elle rencontre par la suite Tom Wesselmann dans une galerie d'art et pose pour lui pendant deux ans. Ils deviennent des amis. De lui, elle dit : « Il avait cet aspect direct, sans artifices, cette sincérité idéaliste qu’on peut trouver aux Etats-Unis. C’était un bûcheron qui avait décidé de faire de l’art », et encore « C’était un homme amoureux de sa femme. Et il était timide, très timide. » 

### Scénariste à succès (années 1970-1990)
Danièle Thompson vit de manière alternée entre la France et les États-Unis. Elle débute comme scénariste en 1966 pour le film La Grande Vadrouille, une longue collaboration de scénariste avec son père. Elle est avec ce dernier à New York lorsqu'elle apprend, en 1970, la disparition de Bourvil qui devait jouer Blaze dans La Folie des grandeurs, rôle tenu finalement par Yves Montand, ce qui la conduit à retravailler le scénario. Elle coécrit tous les scénarios de son père jusqu'à Vanille Fraise en 1989.
On lui doit les scénarios de quelques-uns des plus grands succès du cinéma français : La Grande Vadrouille (dans lequel elle tient un rôle de figurante), Les Aventures de Rabbi Jacob (1973) sorti par hasard en pleine guerre du Kippour. Un contexte dramatique, un film aux conséquences dramatiques aussi pour une jeune femme, Danielle Cravenne, épouse de l'attaché de presse du film, Georges Cravenne, un film comique mais complexe par son scénario, qui est un tournant dans le parcours de Louis de Funès, même si elle en attribue souvent le mérite à son père.
Elle revient définitivement en France à la suite d'un coup de foudre pour Albert Koski, un des pionniers dans ce pays de la production de concerts de rock géants. En 1977 elle est nommée aux Oscars pour le meilleur scénario original avec le film Cousin, Cousine. Elle écrit aussi le scénario de  La Boum grand succès de 1980. Elle fait partie du jury au Festival de Cannes en 1986.
En 1995 elle est nommée aux César, avec Patrice Chéreau, pour le meilleur scénario original avec La Reine Margot.
En 1998 elle écrit avec Stomy Bugsy les paroles de la chanson Joyeux anniversaire Maman pour le film Belle-maman réalisé par Gabriel Aghion. Dans le film, la chanson est interprétée par Catherine Deneuve lors de la scène d'anniversaire ainsi que lors du générique de fin.

### Réalisatrice (depuis les années 2000)
En 1999, elle réalise son premier film : La Bûche, une comédie dramatique familiale qui lui permet de diriger Sabine Azéma, Emmanuelle Béart, Charlotte Gainsbourg et Claude Rich, avec une musique de Michel Legrand. Elle poursuit avec la comédie romantique Décalage horaire, dont Jean Reno et Juliette Binoche sont les têtes d'affiche. Elle revient aux comédies chorales en écrivant et réalisant Fauteuils d'orchestre (2006), puis Le code a changé (2009), deux projets qui confirment son intérêt pour le microcosme parisien.
Le 12 avril 2009, elle est promue au titre d'officier de la Légion d'honneur par Nicolas Sarkozy.
En juin 2010, elle figure, avec Isabelle Adjani, Paul Auster, Isabelle Huppert, Milan Kundera, Salman Rushdie, Mathilde Seigner, Jean-Pierre Thiollet et Henri Tisot, parmi les signataires de la pétition en soutien à Roman Polanski, lancée au lendemain de l'arrestation du cinéaste en Suisse.

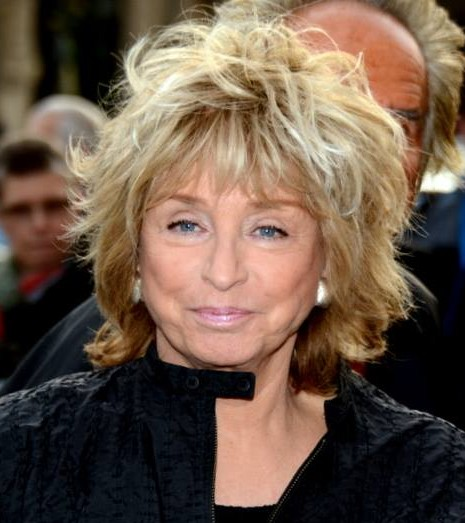
Danièle Thompson en 2014, à l'avant-première du film Salaud, on t'aime.

En 2012, elle épouse Albert Koski, producteur de ses films, rencontré en 1975 dans les coulisses du théâtre des Champs-Élysées, lors d'un concert de Jorge Ben Jor et de Gilberto Gil,.
L'année 2013 la voit conclure sa trilogie parisienne, avec une nouvelle comédie chorale, Des gens qui s'embrassent.
En mars 2015 elle est la présidente du jury des longs-métrages du festival international du film policier de Beaune. En juillet 2016 elle est l'invitée d'honneur à Nîmes de la 12e édition du festival Un Réalisateur dans la ville.
Quand en 2016 elle change d'univers en signant son septième long-métrage comme réalisatrice, le biopic Cézanne et moi porté par Guillaume Canet et Guillaume Gallienne, elle essuie un échec critique et commercial.
En juin 2019 elle fait partie du jury présidé par Sandrine Bonnaire lors du 33e Festival du film de Cabourg. Quelques mois plus tard, en septembre, elle retrouve Sandrine Bonnaire à la présidence d‘un jury, celui du 30e Festival du film britannique de Dinard. Un mois plus tard elle prend part au premier jury du Festival Ciné Roman de Nice.
Elle est la présidente de la 47e cérémonie des César qui a lieu le 25 février 2022. Elle réalise une série consacrée aux débuts de la carrière de Brigitte Bardot.
En 2024, elle est la présidente du jury du festival de films policiers Reims polar.

## Filmographie

### Scénariste

#### Cinéma
- 1966 : La Grande Vadrouille de Gérard Oury
- 1969 : Le Cerveau de Gérard Oury
- 1971 : La Folie des grandeurs de Gérard Oury
- 1973 : Les Aventures de Rabbi Jacob de Gérard Oury
- 1975 : Le Crocodile (projet de film) de Gérard Oury
- 1975 : Cousin, Cousine de Jean-Charles Tacchella
- 1978 : Va voir maman, papa travaille de François Leterrier
- 1978 : La Carapate de Gérard Oury
- 1980 : Le Coup du parapluie de Gérard Oury
- 1980 : La Boum de Claude Pinoteau
- 1982 : L'As des as de Gérard Oury
- 1982 : La Boum 2 de Claude Pinoteau
- 1984 : La Vengeance du serpent à plumes de Gérard Oury
- 1987 : Lévy et Goliath de Gérard Oury
- 1987 : Maladie d'amour de Jacques Deray
- 1988 : L'Étudiante de Claude Pinoteau
- 1989 : Vanille fraise de Gérard Oury
- 1991 : La Neige et le Feu de Claude Pinoteau
- 1993 : Les Marmottes d'Élie Chouraqui
- 1994 : La Reine Margot de Patrice Chéreau
- 1998 : Paparazzi d'Alain Berbérian
- 1998 : Ceux qui m'aiment prendront le train de Patrice Chéreau
- 1999 : Belle Maman de Gabriel Aghion
- 1999 : La Bûche d'elle-même
- 2001 : Belphégor, le fantôme du Louvre de Jean-Paul Salomé
- 2002 : Décalage horaire d'elle-même
- 2004 : Le Cou de la girafe de Safy Nebbou
- 2006 : Fauteuils d'orchestre d'elle-même
- 2008 : Le Code a changé d'elle-même
- 2013 : Des gens qui s'embrassent d'elle-même
- 2013 : 10 jours à Cannes de Christopher Thompson
- 2016 : Cézanne et moi d'elle-même

#### Télévision
- 1978 : Claudine à Paris d'Édouard Molinaro (série télévisée)
- 1980 : Petit déjeuner compris de Michel Berny (mini-série télévisée)
- 1986 : Le Tiroir secret de Michel Boisrond et Roger Gillioz (mini-série télévisée)
- 1992 : La Femme de l'amant de Christopher Frank (téléfilm)
- 1997 : Des gens si bien élevés d'Alain Nahum (téléfilm)
- 1997 : Le Rouge et le noir de Jean-Daniel Verhaeghe (téléfilm)
- 2000 : La Bicyclette bleue de Thierry Binisti (mini-série télévisée)
- 2009-2018 : Une famille formidable (série télévisée)
- 2023 : Bardot de Danièle et Christopher Thompson (mini-série télévisée)

### Réalisatrice

#### Cinéma
- 1999 : La Bûche
- 2002 : Décalage horaire
- 2006 : Fauteuils d'orchestre
- 2009 : Le code a changé
- 2013 : Des gens qui s'embrassent
- 2016 : Cézanne et moi

#### Télévision
- 2023 : Bardot

## Théâtre
Sauf indication contraire ou complémentaire, les informations mentionnées dans cette section peuvent être confirmées par la base de données Les Archives du spectacle.
- 1989 : Pièce détachée d'Alan Ayckbourn, mise en scène Bernard Murat, Théâtre de la Michodière
- 2006 : Les Grandes Occasions de Bernard Slade, adaptation Danièle Thompson, mise en scène Bernard Murat, Théâtre Édouard VII
- 2011 : L'Amour, la mort, les fringues de Nora et Delia Ephron, mise en scène Danièle Thompson, Théâtre Marigny

## Distinctions

### Décorations
- Chevalière de la Légion d'honneur (26 mars 2001)[19]
- Officière de la Légion d'honneur (12 avril 2009)[20]
- Commandeure de l'ordre national du Mérite (2018)

### Récompenses
- Prix Lumières 2000 : Prix Lumières du meilleur scénario pour La Bûche, avec Christopher Thompson
- Prix René-Clair 2011

### Nominations
- Oscars 1976 : Oscar du meilleur scénario original pour Cousin, Cousine, avec Jean Charles Tacchella
- César 1995 : César du meilleur scénario pour La Reine Margot, avec Patrice Chéreau
- César 1999 : César du meilleur scénario pour Ceux qui m'aiment prendront le train, avec Patrice Chéreau et Pierre Trividic
- César 2000 : César de la meilleure première œuvre de fiction pour La Bûche ; et César du meilleur scénario pour La Bûche, avec Christopher Thompson
- César 2007 : César du meilleur scénario pour Fauteuils d'orchestre, avec Christopher Thompson
- Globe de cristal 2007 : Globe de cristal du meilleur film pour Fauteuils d'orchestre